# Schwarzes Moschustier
Das Schwarze Moschustier (Moschus fuscus) ist eine Art der Moschustiere (Moschidae), die im östlichen Himalaya verbreitet ist. Die Art gilt als stark gefährdet.

## Merkmale
Das Schwarze Moschustier unterscheidet sich von anderen Moschustieren durch die relativ dunkle Färbung. Der Bauch ist dabei ebenso dunkel wie der übrige Rumpf. Dies gilt allerdings weniger für die Tiere der Khumbu-Region, bei denen der Bauch in der Regel geringfügig heller ist. Das Schwarze Moschustier besitzt bisweilen zwei blassgelbe Querbänder im oberen Brustbereich, zeigt aber keine weitere Hals- oder Kehlzeichnung. Nur selten sind Spuren einer gelben Fleckung am Körper erkennbar. Der Hals kann heller als der Rumpf gefärbt sein. Die Kopfrumpflänge beträgt 73–80 cm, die Schwanzlänge 4–6 cm, das Gewicht schwankt zwischen 10 und 15 kg. Die Beine sind länger als beim China-Moschustier Moschus berezovskii, dessen Verbreitungsgebiet östlich angrenzt.

## Verbreitungsgebiet

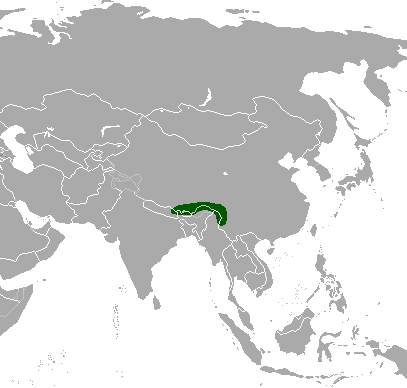
Geographisches Verbreitungsgebiet des Schwarzen Moschustieres

Das Verbreitungsgebiet erstreckt sich über die östlichen Teile des Himalayagebietes. Hier findet man es im Süden Tibets, im Nordwesten der chinesischen Provinz Yunnan, in Myanmar, Bhutan sowie in Sikkim in Nordostindien. Vermutlich kommt es auch in Arunachal Pradesh vor. Jene Moschustiere, die in Nepal im Gebiet des Mount Everest auf etwa 4000 m gefunden werden, dürften ebenfalls dieser Art zuzurechnen sein.

## Lebensweise
Über die Lebensweise und Ökologie dieses Moschustieres ist sehr wenig bekannt. Es bewohnt angeblich Bergnadelwälder in Höhen zwischen 2200 und 4600 m über dem Meeresspiegel. Teilweise scheint es in alpine Zonen vorzudringen. Die Tiere ernähren sich vor allem von Gräsern, Moosen und zarten Schößlingen verschiedener Pflanzen.

## Gefährdung
Die Art wurde ursprünglich als Unterart der Gelbbauch-Moschustieres (Moschus chrysogaster) aufgefasst, wird heute jedoch meist als eigene Art angesehen. Sie scheint in allen Teilen des Verbreitungsgebietes bereits selten zu sein und wird daher von der IUCN als stark gefährdet (Endangered) eingestuft. Wie alle Moschustiere wird auch diese Art wegen des Moschus bejagt, einer Substanz, die die männlichen Tiere in besonderen Drüsen produzieren.